# Semtjinovo
Semtjinovo (bulgariska: Семчиново) är ett distrikt i Bulgarien.   Det ligger i kommunen Obsjtina Septemvri och regionen Pazardzjik, i den centrala delen av landet, 90 km sydost om huvudstaden Sofia.
Trakten runt Semtjinovo består till största delen av jordbruksmark. Runt Semtjinovo är det ganska tätbefolkat, med 100 invånare per kvadratkilometer.